# Liste d'institutions allemandes
 (mars 2023).
Cette page dresse une liste d’institutions politiques allemandes.

## Pouvoir exécutif
- Président fédéral
- Chancelier fédéral
- Gouvernement fédéral

## Pouvoir législatif
- Bundestag
- Bundesrat
- Assemblée fédérale

## Pouvoir judiciaire
- Cour constitutionnelle fédérale